# Mirko Crepaldi
Mirko Crepaldi   (Contarina, 11 de juny de 1972 - Porto Viro, 28 de desembre de 2019) fou un ciclista italià, que fou professional entre 1995 i 2001. Durant la seva carrera no va aconseguir cap victòria.

## Palmarès

### Resultats al Tour de França
- 1997. 123è de la classificació general.
- 1998. 75è de la classificació general.
- 1999. 120è de la classificació general.
- 2000. 120è de la classificació general.

### Resultats al Giro d'Itàlia
- 1997. 79è de la classificació general.

### Resultats a la Volta a Espanya
- 1995. 91è de la classificació general.
- 1998. Abandona.
- 2000. Abandona.